# Муэли, Аймен
Аймен Муэли (англ. Aymen Mouelhi; 14 сентября 1986, Барселона, Испания) — гибралтарский футболист тунисского происхождения, защитник клуба «Сент-Джозефс» и сборной Гибралтара.

## Биография

### Клубная карьера
Родился в 1986 году в Барселоне, однако футбольную карьеру начинал в Тунисе. Дебютировал на профессиональном уровне в составе клуба «Олимпик дю Кеф», за который поначалу выступал во второй лиге. В сезоне 2012/13 «Олимпик» выступал в высшей лиге Туниса, однако в высшей лиге Муэли появился на поле лишь один раз. После окончания сезона игрок подписал контракт с клубом чемпионата Гибралтара «Колледж Европа». В итоге в Гибралтаре Муэли задержался надолго и после двух сезонов в «Европе» продолжил выступать за другие гибралтарские клубы, среди которых «Лайонс Гибралтар», «Гибралтар Юнайтед» и «Сент-Джозефс».

### Карьера в сборной
После пяти лет жизни в Гибралтаре Муэли получил право выступать за местную футбольную сборную. Дебютировал за сборную Гибралтара 16 ноября 2018 года в матче Лиги наций УЕФА против сборной Армении, в котором вышел на замену на 84-й минуте вместо Джозефа Чиполины.

## Личная жизнь
Фанат «Барселоны», работает охранником.

## Международная карьера
| Гибралтар | Гибралтар | Гибралтар |
| Год       | Игры      | Голы      |
| --------- | --------- | --------- |
| 2018      | 2         | 0         |
| 2019      | 5         | 0         |
| 2020      | 6         | 0         |
| 2021      | 10        | 0         |
| 2022      | 3         | 0         |
| 2023      | 10        | 0         |
| Всего     | 36        | 0         |